# François Pommeraye
Jean-François Pommeraye (Ruan, 1617 - París, 28 de octubre de 1687) fue un monje benedictino francés de la abadía de St. Pierre de Jumièges, perteneciente a la congregación de San Mauro.
Dejó escritas, en latín y francés, varias obras sobre la archidiócesis de Ruan, su episcopologio, la historia de su catedral y de varias abadías, y la recopilación de sus concilios:
- Histoire de l'abbaye royale de S. Ouen de Rouen (Ruan, 1662);
- Histoire de l'abbaye de Saint-Amand de Rouen (Ruan, 1662);
- Histoire de l'abbaye de la Très-Sainte Trinité, dite depuis de Sainte-Catherine-du-Mont de Rouen (Ruan, 1662);
- Histoire des archevêques de Rouen (Ruan, 1667);
- Sancta Rotomagensis Ecclesia Concilia (Ruan, 1677), continuación de la obra del difunto Ange Godin, reeditada después por Guillaume Bessin.
- Histoire de l'Eglise cathédrale de Rouen (Ruan, 1686);